# أبو مسلم ناصر بن سالم البهلاني
 ناصر بن سالم البهلاني الرواحي العبسي شاعر عُماني، يعرف بأبي مسلم البهلاني (توفي 1920م)

## نسبه
- ناصر بن سالم بن عديم بن صالح بن محمد بن عبد لله بن محمد البهلاني الرواحي من بني رواحة بن قطيعة بن عمرو بن عبس بن بغيض بن ريث بن غطفان بن سعد بن قيس عيلان.[1]

## مولده ونشأته
ولد في مدينة وادي محرم ببلاد بني رواحة في عمان في سنة 1273 هجرية، وقيل في سنة 1277 هجرية.
نشأ وترعرع منذ ولادته في حضن عائلة كريمة معروفة بالعلم والصلاح حيث كان والده قاضيا في عهد الإمام عزان بن قيس، كما كان جده الرابع عبد لله بن محمد قاضيا كذلك في وادي محرم في عصر دولة اليعاربة. أخذ أبو مسلم علمه من عند عدد من المشايخ، وكان أولهم أبوه سالم بن عديم، وعندما انتقل إلى بلدة السيح جلس إلى الشيخ محمد بن سليم الرواحي، وكان من أقرنائه الذين أخذوا العلم من الشيخ أحمد بن سعيد الخليلي، وكانت البيئة حينئذ قد شاع فيها الأدب وازدهر الشعر وكانت القصيدة تلاقي حفاوة بالغة لدى الناس فقد بدأ أبو مسلم بقرض الشعر وهو في سن الخامسة عشر، ولما بلغ ما دون العشرين من عمره هاجر إلى شرق أفريقيا واستقر في زنجبار وكانت زنجبار آنذاك في عصرها الذهبي الإسلامي العماني، عصر السلطان برغش بن سعيد
وكان من ما استهوى الشاعر كتب الفقه والأدب، فهم بها دراسة حتى بزغ نجمه واشتهر أمره قاضيا نبيها وعالما فقيها وأديبا لامعا. وفي عهد السلطان بن ثويني تقلد منصب القضاء وبعدها منصب رئاسة القضاء بها حيث كان له منزلة رفيعة ومرتبة عالية عند الحكام حتى أيام السيد علي بن حمود بن محمد، حيث استقال بعدها من خدمة الشرع وصرف همته في التأليف وإحياء آثار السلف الصالح وإنشاد الأذكار.
كان لأبي مسلم علاقات بأعلام الإصلاح في عصره مثل الشيخ نور الدين عبد الله بن حميد بن سلوم السالمي وسليمان باشا الباروني وأمحمد بن يوسف أطفيش الجزائري.

## مؤلفاته
قام الشاعر بإصدار جريدة النجاح، والتي تعد من أوائل الصحف العربية ظهورا، وترك ذخيرة كبيرة من المؤلفات منها ما يلي:
- النشأة المحمدية (في المولد النبوي الشريف)
- النور المحمدي والكنوز الصمدية (رسالة دينية)
- النفس الرحماني في أذكار أبي مسلم البهلاني (في القصائد الصوفية)
- كتاب السؤالات
- كتاب الجوابات
- العقيدة الوهبية وهو كتاب في التوحيد في أسلوب حواري بين أستاذ وتلميذه
- ديوان أبي مسلم
- نثار الجوهر
- ثمرات المعارف أو ما يدعى بدرك المُنى في تخميس سموط الثناء لميمية الشيخ سعيد بن خلفان الخليلي
- في الحنين إلى عمان (نص أدبي)

توفي الشاعر في اليوم الثاني من شهر صفر 1339 هجرية في زنجبار عن عمر يناهز ستةً وستون سنة، عمل في سبيل العلم والعقيدة والأخوة الإسلامية ودفن في مدينة زنجبار.

## وصلات خارجية
- بوابة الشعراء: ديوان أبو مسلم ناصر بن سالم البهلاني